# Exomalopsis nigrihirta
Exomalopsis nigrihirta är en biart som beskrevs av Timberlake 1980. Exomalopsis nigrihirta ingår i släktet Exomalopsis och familjen långtungebin. Inga underarter finns listade i Catalogue of Life.